# Delegazione
La delegazione è l'incarico che un soggetto, detto delegante, conferisce a un altro soggetto, detto delegato, di pagare o di promettere di pagare a un terzo, detto delegatario.
È una forma di modificazione soggettiva del rapporto obbligatorio dal lato passivo.

## Distinzioni
La delegazione si distingue in attiva  e passiva.
Si ha delegazione attiva quando il delegante è creditore del delegato e dispone del suo diritto di credito imponendogli di adempiere una prestazione o di obbligarsi a favore del delegatario. L'adempimento o l'oggetto dell'obbligazione non potrà essere superiore al valore dell'obbligazione che intercorre fra delegante e delegato.
Si ha delegazione passiva invece quando il delegante, debitore del delegatario, incarica il delegato di pagare (delegazione di pagamento) o di obbligarsi (delegazione di debito) nei confronti del proprio soggetto attivo. Il nostro impianto codicistico prevede solo la delegazione passiva.

## Origine storica
La delegazione trova il suo antecedente nella delegatio del diritto romano. Già i giuristi romani avevano infatti individuato nella delegatio lo strumento attraverso il quale operare la sostituzione del creditore o del debitore di un rapporto obbligatorio. Gaio nelle sue Istituzioni così si esprimeva al riguardo: 
| G.2.38 «...nam quod mihi ab aliquo debetur, id si uelim tibi deberi, nullo eorum modo, quibus res corporales ad alium transferuntur, id efficere possum; sed opus est, ut iubente me tu ab eo stipuleris; quae res efficit, ut a me liberetur et incipiat tibi teneri. quae dicitur nouatio obligationis». | Infatti se voglio che ciò che a me è dovuto da altri sia dato a te, questo non posso realizzarlo con nessuno dei modi mediante i quali si trasferiscono i beni materiali, ma occorre che su mio ordine il debitore si obblighi mediante stipulatio nei tuoi confronti; si realizza allora che il debitore è liberato verso di me ed è invece tenuto verso di te; ciò si chiama novazione dell'obbligazione. |

## Disciplina codicistica
La delegazione è disciplinata dal codice civile italiano agli articoli 1268-1271. Tale disciplina prevede due differenti forme di delegazione:
- Delegazione promissoria o di debito (detta anche delegatio promittendi): si ha quando il delegato si obbliga ad adempiere la prestazione nei confronti del delegatario
- Delegazione di pagamento (detta anche delegatio solvendi): si ha quando il delegato adempie senz'altro la prestazione nei confronti del delegatario.[5]

## Struttura e natura giuridica
A tutt'oggi non si è raggiunto alcun risultato certo in ordine alla struttura e alla natura giuridica. Secondo la giurisprudenza la d. è frutto di un negozio trilaterale al cui esito si produrrebbe l'obbligarsi del delegato verso il delegatario. Secondo la dottrina sarebbe costituita da almeno due negozi collegati: uno tra il delegante e il delegato di natura autorizzativa (se non addirittura un vero e proprio mandato), e un secondo tra il creditore delegatario e il delegato con cui quest'ultimo si obbliga verso l'altro ponendo esplicitamente a fondamento dell'obbligarsi il primo dei negozi ricordati. Si chiama invece rapporto di valuta il rapporto tra delegante e creditore-delegatario.

### Differenze con altri istituti simili
Oltre alla delegazione, l'ordinamento italiano prevede altri due istituti che comportano la modificazione del soggetto dal lato passivo: l'espromissione e l'accollo. La delegazione differisce dal primo negozio perché questo (ovvero l'espromissione) è caratterizzato dalla spontaneità del terzo che si obbliga nei confronti del creditore e non dunque per iniziativa del debitore originario. Differisce inoltre dal secondo perché mentre la delegazione dà luogo a due contratti (il mandato del debitore al delegato e il contratto tra delegato e creditore, secondo i sostenitori della tesi atomistica), l'accollo instaura un solo contratto (tra terzo e debitore), cui il creditore aderisce.
I punti in comune tra i tre istituti riguarda il cumulo di debitori (ovvero al debitore originario se ne affianca uno nuovo) o, in alternativa, la liberazione del debitore originario (per cui è previsto il necessario consenso del creditore).

## Relazione con rapporti sottostanti
La d. può essere:
- titolata quanto alla provvista;
- titolata quanto alla valuta;
- titolata rispetto a entrambi i rapporti;
- pura o astratta.

Per provvista si intende ogni eventuale debito tra delegante e delegato richiamato da quest'ultimo nel momento in cui si obbliga verso il creditore delegatario. Simmetricamente per valuta si intende ogni eventuale debito tra delegante e creditore delegatario richiamato dal delegato nel momento in cui si obbliga verso il delegatario.
La delegazione è "pura" tutte le volte in cui il delegato si obbliga senza menzionare nessuno di detti rapporti (ma si noti che la configurabilità di una simile configurazione è da alcuni contestata).
Il riferimento ai menzionati rapporti consente al delegato di opporre al delegatario le eccezioni relative a tali rapporti. Nondimeno, pur in assenza di un'esplicita menzione del rapporto di provvista, l'eventuale nullità del rapporto di valuta consente di opporre egualmente le eccezioni relative al primo di detti rapporti. Tale regola è nota, con formula impropria, come "nullità della doppia causa" (art. 1271 comma 2 c.c.).